# Aber Valley
Aber Valley är en community i Storbritannien.   Den ligger i kommunen Caerphilly och riksdelen Wales, i den södra delen av landet, 220 km väster om huvudstaden London.
De två största samhällena är Abertridwr och Senghenydd.